# Mincmistr

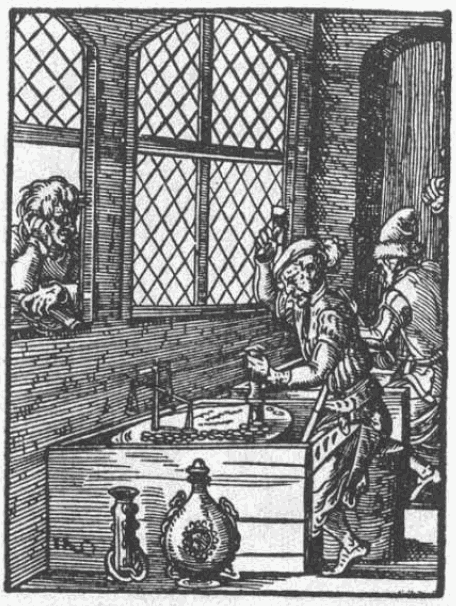
Pregéři v 16. století

Mincmistr (německy Münzmeister, latinsky monetarius) byl od středověku do roku 1783 nejvyšší úředník, který společně s ostatními pracovníky (úředními kontrolory, slévači kovů, řezáči mincovních kolků, mincíři a pregéři) spravoval mincovnu. Nad jednotlivými mincmistry v zemi či státě stál nejvyšší mincmistr.
Ve středověku byl mincmistr královský úředník, jehož úkolem bylo kontrolovat ražbu nových mincí i mince, které byly v oběhu. V jeho pravomoci bylo vyhledávat a trestat padělatele.
Ve slovníkové literatuře se někdy mylně zaměňuje funkce mincmistra s profesemi řemeslníků, zhotovujících kovové mince. Mincíř (termín z polštiny mincerz) byl buď řezáčem mincovních želez, tj. kolků, často vyučený zlatník, nebo pregéř, tj. dělník razící pomocí tohoto kolku mince. V rakouských zemích se tato pozice nazývala Hubmeister.

## České země
V Čechách se připomínají mincmistři již v 9. století. Mincmistra měla každá mincovna, v zemích České koruny to byla Praha (nejstarší mincovna byla na Vyšehradě), od 14. století její význam převzala Kutná Hora (která ve Vlašském dvoře sdružovala ve šmitnách mincovny měst Litoměřice, Kladsko, Jihlava, Opava, Most a Písek), od roku 1511 fungovala mincovna v Jáchymově a další.

### Nejstarší mincmistři známí jménem
- 1234 Brumo
- 1240 Štěpán
- 1247–1261 Jindřich Cruciburgensis
- 1252 Jindřich v Humpolci
- 1253–1265 Eberlin čili Eberhard
- 1258 Jindřich Avis čili Jindřich Pták
- 1258–1261 Dětmar
- 1269 Henning
- 1296 Klaric
- 1300 Wolflin
- 1311 Michal z Kolína nad Rýnem
- 1339–1342 Johlin Jakubův
- 1343 Thomlin Velflinův
- 1358 Ondřej z Florencie

Posledním mincmistrem v Praze byl Alois Franz (po roce 1857), v Kutné Hoře Jan František Wayer (po roce 1726), v Jáchymově Jan Jakub Macasius (po roce 1672) a v Budějovicích Kryštof Mattighofer ze Sternfeldu (po roce 1612).